# Joaquim Molas i Batllori
Joaquim Molas i Batllori (Barcelona, 5 de setembre de 1930 - Barcelona, 16 de març de 2015) va ser un escriptor, historiador i professor universitari català.

## Biografia
Va néixer el 1930 a la ciutat de Barcelona. Fill del músic Isidre Molas i Font i germà del polític i historiador Isidre Molas i Batllori. Va estudiar filologia romànica a la Universitat de Barcelona, on va participar en la revista literària Curial i es va doctorar el 1958. Posteriorment va ampliar els seus estudis a la Universitat de Liverpool (Regne Unit). L'any 1969 aconseguí la càtedra de llengua i literatura catalana a la Universitat Autònoma de Barcelona, i el 1982 ho va esdevenir de la Universitat de Barcelona. Entre 1982 i 1983 va dirigir l'Escola Universitària Jordi Rubió i Balaguer de Biblioteconomia i Documentació, on era professor. Fou membre de l'Institut d'Estudis Catalans.

## Activitat literària
Influït per Dámaso Alonso i Martí de Riquer, es dedicà inicialment a l'estudi de la literatura medieval. A mitjan dècada del 1960 es decantà, però, per la literatura contemporània i feu compilacions i estudis històrics. Fou responsable de l'àrea de literatura de la Gran Enciclopèdia Catalana. El 1965 inicià el Diccionari de literatura catalana, que seria dirigit per Josep Massot en la seva fase definitiva fins a la publicació el 1979.
Va ser membre del consell de redacció de diverses revistes, entre les quals cal destacar Serra d'Or (1965-1977), Recerques (1970-1987) i l'Anuari Verdaguer (des de l'any 1986).
L'any 1984 va aconseguir el Premi Crítica Serra d'Or en història literària per la seva obra La literatura catalana d'avantguarda, 1916-1938. El 1997 aconseguí novament el Premi Crítica Serra d'Or ara en crítica literària, per Obra Crítica I, que també fou premiat amb el Premi Lletra d'Or del 1996. Novament el 2000 aconseguí el Crítica Serra d'Or en estudi literari per Obra Crítica II. El 1998 fou guardonat amb el Premi d'Honor de les Lletres Catalanes, el 1999 la Creu de Sant Jordi i el 2003 la Medalla d'Or de la Generalitat de Catalunya.

## Llegat
L'any 2012 va donar el seu fons personal de llibres a la Biblioteca Museu Víctor Balaguer.
El 2016 se li va dedicar l'exposició monogràfica "Atles Molas. Ordre i disjuncions en les avantguardes”, a la Biblioteca Museu Víctor Balaguer de Vilanova i la Geltrú. Un any després també es podria veure al Palau Robert de Barcelona. S'hi tractava el rol de Molas en la descoberta i l'estudi de les avantguardes literàries i artístiques a Catalunya i en la reivindicació de la modernitat cultural i social. Una tasca a la qual va dedicar molts anys d'estudi i observació i que ja va començar de jove amb els llibres i revistes de la biblioteca del seu pare i posteriorment amb els coneixements que va assimilar durant els estudis a la Universitat de Barcelona i Liverpool. L'exposició s'estructurà en els àmbits següents: Realisme històric i avantguarda; El coneixement de les avantguardes, l'amistat amb J.V. Foix; El revival modernista i el pop; L'avantguarda baixa al carrer; La mirada constant al nou; La reconstrucció de l'historiador, i Mètode Molas.